# ريتشارد غراهام (لاعب كرة قدم)
ريتشارد غراهام (بالإنجليزية: Richard Graham)‏ (28 نوفمبر 1974 في المملكة المتحدة - ) هو لاعب كرة قدم بريطاني في مركز الدفاع. لعب مع أولدهام أثلتيك.

## وصلات خارجية
- ريتشارد غراهام على موقع قاعدة بيانات كرة القدم.إي يو (الإنجليزية)
- ريتشارد غراهام على موقع Soccerbase.com (لاعب) (الإنجليزية)
- ريتشارد غراهام على موقع عالم كرة القدم.نت (الإنجليزية)